# تسويق الأعمال
تسويق الأعمال هو ممارسة تسويقية للأفراد أو المنظمات (بما في ذلك الأعمال التجارية والحكومات والمؤسسات). إذ يُسمح لهم ببيع المنتجات أو الخدمات لشركات أو منظمات أخرى لإعادة بيعها أو استخدامها في منتجاتهم أو خدماتهم أو لدعم أعمالهم. فهي طريقة لتعزيز الأعمال التجارية وتحسين مقدار الربح أيضًا.
يُعرف التسويق التجاري أيضًا بالتسويق الصناعي أو المعاملات بين الشركات (بي تو بي).  ورغم مشاركة ديناميكيات التسويق التنظيمي مع التسويق الحكومي، إلا أن التسويق بين الشركات هو شيء مختلف تمامًا.

## أصله
قد تكون ممارسة تبادل السلع بين الجهات المختلفة قديمة قدم التجارة نفسها. بينما يُعتبر التسويق اليوم، أحدث تاريخيًا. يقول كل من مايكل موريس وليلاند بيت وإيرل دوايت هونيكات، إن التسويق التجاري قد احتل لسنواتٍ عديدةٍ المرتبة الثانية بعد التسويق الاستهلاكي. وهذا يعود لمزودي السلع أو الخدمات التي تُباع مباشرةً إلى الأسر من خلال وسائل الإعلام وقنوات البيع بالتجزئة. لاحظ ديفيد ليتينتال (أستاذ التسويق في كلية زيكلين للأعمال) في بحثه أن تسويق الأعمال موجود منذ منتصف القرن التاسع عشر والجزء الأكبر من الأبحاث حول تسويق الأعمال جاء في ال 25 سنة الماضية.
بدأ هذا يتغير في الفترة ما بين منتصف إلى أواخر السبعينيات من القرن الماضي. وتنشر المجلات الدورية الأكاديمية، بما في ذلك مجلة التسويق بين الشركات والأعمال ومجلة التسويق التجاري والصناعي دراسات حول هذا الموضوع بانتظام. تعقد المؤتمرات والدورات المهنية حول تسويق الأعمال في كل عام وهي شائعة في العديد من الجامعات اليوم. ووفقًا لجيريمي كوردي، فإن أكثر من نصف كبار المسوقين يستهلون حياتهم المهنية في تسويق الأعمال بدلاً من التسويق للمستهلكين.

## أسواق الأعمال والمستهلكين
استفادت أسواق الأعمال من الطلب - إذ يوجد طلب عليها نتيجة الحاجة في السوق الاستهلاكية. ومن الأمثلة على ذلك رغبة حكومة معينة في شراء معدات لمحطة الطاقة النووية. تتجلى طلبات المستهلكين الأساسية في المنتجات الكهربائية، فالناس يستهلكون المزيد من الكهرباء (باستخدام الكثير من الأجهزة المنزلية مثل الغسالات وأجهزة الكمبيوتر).
يمكن أن يؤدي طلب واحد في سوق المستهلك إلى ظهور مئات الطلبات في سوق الأعمال.  فعند زيادة الطلب على السيارات ستبدأ حاجات أخرى في الظهور، مثل: الصب والمحروقات والمكونات البلاستيكية والفولاذ والإطارات. وفي المقابل، ستخلق الحاجة إلى آلات الحدادة ومواد التعدين والبوليمرات والمطاط.
تشهد البلدان بشكل عام موجة تصاعدية كبيرة في اقتصادها مع تزايد القوة الشرائية للمواطنين. وتُعتبر المدن أو البلدان ذات الاستهلاك المتزايد هي أسواق الأعمال المتنامية.

## التسويق الاستهلاكي
على الرغم من أن الاختلافات بين الأعمال التجارية والتسويق الاستهلاكي من منظور ظاهري تبدو واضحة، لكن توجد اختلافات وتشعبات أكثر دقة بينهما. يشير دواير وتانر إلى أن التسويق التجاري يتطلب عمومًا قنوات توزيع أقصر وأكثر مباشرة.
يستهدف التسويق الاستهلاكي مجموعات كبيرة من الأشخاص عبر وسائل الإعلام وتجار التجزئة، بينما تكون عملية التفاوض محصورةً بين المشتري والبائع في تسويق الأعمال.  ووفقًا لهوت وسبيه، ينفق معظم مسوقي الأعمال التجارية جزءًا صغيرًا فقط من ميزانياتهم الترويجية على الإعلانات، ويكون ذلك عادةً من خلال البريد المباشر والمجلات التجارية. تساعد الإعلانات المسوق التجاري على إعداد مبيعات ناجحة، رغم أن مهمتها محدودة إلى حد ما.
في حالات التسويق في كل من تجارة التجزئة ومعاملات الشركات والأعمال، يجب على المسوق دائمًا:
- مطابقة قوى المنتج أو الخدمة بنجاح مع احتياجات السوق المستهدفة القابلة للتحديد.
- مطابقة سعر المنتج أو الخدمة مع السوق.
- توصيل المنتج وبيعه بطريقة توضح قيمته بشكل فعال للسوق المستهدفة.

هذه هي المبادئ الأساسية للتسويق (المزيج التسويقي) التي وثقها جيروم ماكارثي لأول مرة في عام 1960.
وفي حين أن «الأعمال الأخرى» قد تبدو كالجواب البسيط، يقول دواير وتانر إن العملاء يميلون إلى أربع فئات واسعة: الشركات التي تستهلك المنتجات أو الخدمات والوكالات الحكومية والمؤسسات والموردين.
تشمل الفئة الأولى صانعي المعدات الأصلية، مثل صانعي السيارات الكبار الذين يشترون محددات المقاييس لوضعها في سياراتهم وأيضًا الشركات الصغيرة التي يملكها شخص أو أكثر والذين يشترون منتجات لإدارة أعمالهم. بينما تعد الفئة الثانية - الوكالات الحكومية، هي الأكبر. وفي الواقع، تعد الحكومة الفيدرالية للولايات المتحدة أكبر مشترٍ منفرد للمنتجات والخدمات في الدولة، إذ تنفق أكثر من 300 مليار دولار سنويًا. لكن هذه الفئة تشمل أيضًا حكومات الولايات والحكومات المحلية. أما الفئة الثالثة فهي تضم المدارس والمستشفيات ودور التمريض والكنائس والجمعيات الخيرية. وأخيرًا، يتألف البائعون من تجار الجملة والوسطاء والموزعين الصناعيين.
إذن ما هي الاختلافات ذات المعنى بين التسويق في معاملات الشركات (بي تو بي) وتجارة التجزئة (بي تو سي)؟
- من السمات البارزة لتسويق (بي تو بي) أنه نادراً ما يضع «المنتج أولاً» أو «الخدمة أولاً». تؤدي الرسائل التسويقية المهمة إلى الإقرار بحاجة العميل أو مشكلته أولاً ثم تحديد مدى صلة المنتج أو الخدمة بحالة العميل. تُستدعى ميزات المنتج أو الخدمة وفوائدها مقدمًا في هذا النوع من التسويق. فمن المتوقع أن يعرف العميل بالفعل سبب حاجته للمنتج أو الخدمة.
- غالبًا ما يكون المشتري أو العميل عبارة عن مجموعة أو لجنة أو قسم يتألف من عدة أفراد لديهم أدوار محددة في تقييم المنتج أو الخدمة المقترحة. أما في تسويق (بي تو سي)، يكون المشتري فردًا يحتاج إلى المنتج أو الخدمة لاستخدامه الشخصي. وتُقيّم العروض بشكل أساسي وفقًا للسعر والمراجعات والكلام، على الرغم من أن هذه العوامل موجودة في تسويق (بي تو بي) أيضًا.

تتوجه مبيعات تسويق (بي تو سي) إلى «المستهلك»، أي لشخص واحد يدفع مقابل المعاملات التجارية. بينما تتوجه مبيعات (بي تو بي) إلى المؤسسات أو الشركات. ونظرًا لتعقيد الهيكل التنظيمي، تتضمن مبيعات (بي تو بي) عادةً العديد من الشركاء لمساعدتها في صنع القرار.
يكون هيكل بيع (بي تو بي) المحتوي على منظمات ومؤسسات قابلًا للفهم بشكل أفضل، وذلك لعدم خلوه تمامًا من المشاعر الإنسانية. ووفقًا لبيل بلاني (2012)، يمكن للعميل أن يميز بين (بي تو سي) و(بي تو بي) على أنه إما «رغبة» أو «حاجة». ونادرًا ما تعتمد مبيعات التجزئة على منتج أو خدمة «يحتاجها» العميل من أجل البقاء (على الرغم من منتجات المستحضرات الصيدلانية ومنتجات الصناعة الصحية الأخرى)، بينما تركز مبيعات الأعمال بشكل مباشر على نمو وبقاء هذه الشركة أو المنظمة أو المؤسسة. ونتيجةً لذلك، يعتمد التسويق للشركات على التواصل الذي يمكن أن يوفر للمشتري مستوى من الراحة في الأداء طويل المدى لمنتجهم أو خدمتهم، والدعم في فعاليته المستمرة.
يتأثر المزيج التسويقي بتميز (بي تو بي) الذي يشمل تعقيد منتجات الأعمال والخدمات، وتنوع الطلب والطبيعة المختلفة للمبيعات نفسها (بما في ذلك عدد أقل من العملاء الذين يشترون كميات أكبر).